# Hospital Divina Providência

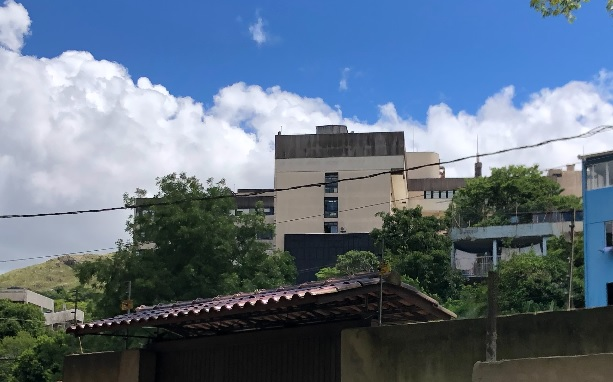
Hospital Divina Providência visto da Av. Prof. Oscar Pereira

O Hospital Divina Providência (HDP) é um hospital privado localizado na cidade brasileira de Porto Alegre, Rio Grande do Sul. Está situado na Rua da Gruta, n° 145, no bairro Glória, nos limites com o bairro Cascata. Possuía, em dezembro de 2020, 191 leitos.
Em novembro de 2021, conquistou o nível máximo de acreditação da ONA.

## História
Situado no bairro Cascata, o Divina Providência começou a ser construído em 1962 e foi inaugurado em 31 de maio de 1969. O terreno do hospital fora doado pelo cardeal Dom Vicente Scherer às Irmãs da Divina Providência, que administravam até então a Casa Aracili, um asilo para padres idosos, hoje residência das Irmãs. O cardeal havia percebido a necessidade de se construir um hospital para atender doentes da comunidade local. Apesar da carência de recursos no início, as Irmãs obtiveram auxílio financeiro dos Países Baixos e da Alemanha, e em sete anos o hospital foi concluído.
Ao longo dos anos, o Hospital foi sendo ampliado e modernizado, para atender melhor seus pacientes. A primeira unidade de terapia intensiva (UTI) do Divina Providência foi instalada em 1984.